# Bedros Turian
Bedros Turian (armeno: Պետրոս Դուրեան; Costantinopoli, 1851 – 1872) è stato un poeta, drammaturgo e attore teatrale armeno.

## Biografia
Bedros Turian (anche traslitterato in Petros Duryán, Petros Tourian, Bedros Dourian) nacque a Costantinopoli nel 1851 da famiglia povera. Il padre era un fabbro. 
Per il suo stile tardo romantico e la viva sensibilità, ha accumulato un seguito di ammiratori che lo amò sia durante la sua breve vita sia dopo la morte facendone un simbolo di eleganza e stile. 
Morì nel 1872 di tubercolosi alla giovane età di 21 anni. Suo fratello minore sarebbe diventato con il nome di Yeghiche I, Patriarca Armeno di Gerusalemme.
Ha lasciato, comunque, una ricca eredità di opere teatrali e poesia in grado di suscitare grande ammirazione tra gli intellettuali armeni e non. 
Un vero patriota, i suoi drammi storici sono stati ispirati dal vivo desiderio per la liberazione nazionale dall'invasore turco.
Il suo insegnante alla scuola armena fu Hagop Baronian, famoso scrittore satirico e autore di teatro. 
Educato in Francia, raccolse le eredità di Victor Hugo, Alphonse de Lamartine, e Alfred de Musset e sviluppò una qualità lirica e sentimentale profonda mostrandosi innamorato della madre lingua armena.
Spontanee, eloquenti e ricche di immagini e metafore, le sue poesie rivelano naturale splendore artistico, e ha spianato la strada al possibile rinnovamento del vecchio stile di scrittura. 
La sua opera poetica fu tradotta in russo, francese, inglese, tedesco e italiano. Anche in traduzione la sua poesia tocca l'anima del lettore.
Il teatro armeno fu il suo principale amore e, nonostante l'opposizione del padre, svolse una intensa attività teatrale, scrivendo commedie e salendo anche sul palcoscenico come attore. 
In vita guadagnò il riconoscimento e la popolarità attraverso le sue opere teatrali. 
Alcune delle sue opere teatrali sono Terre nere (1868), Artashes (1969), Caduta della Casa di Arshakids (1870), La presa di Ani, la capitale dell'Armenia (1871) e Teatro o I Miserabili (1871) , di cui nel 1916 Hrand Nazariantz avrebbe realizzato una traduzione in lingua italiana. In questo testo egli insiste sul tema della ingiustizia sociale e decadenza morale, attraverso la messa in scena del dramma di due amanti suicidi. 
Se fosse vissuto più a lungo, avrebbe avuto l'opportunità di sviluppare un repertorio teatrale ancor più sofisticato e vasto. 
Paradossalmente nella letteratura armena egli risulta più noto per i suoi versi che per i suoi drammi, nonostante furono i drammi teatrali che, inizialmente, gli portarono fama durante la vita.
Avendo il presentimento che sarebbe morto giovane, percorrendo i sentieri delle sue emozioni, se ne lamentò con Dio in un suo celebre testo poetico in una poema dal titolo Lamenti, pubblicato in traduzione Italiana nel 1915, sempre a cura di Hrand Nazariantz. I sogni irrealizzati e l'ansia di vivere e contribuire alla causa del popolo armeno lo fecero inabissare in uno stato di profondo dolore e tristezza, che si rifletterono nei suoi scritti successivi.
In una poesia che compose in seguito dal titolo Piccolo Lago scrive di sé la frase:
La frase viene pronunciata sulla scena e scritta per un'attrice di cui Turian era innamorato. Era questo il triste presagio della morte del poeta per tubercolosi.

### Video
- Complaints di Parsegh Habeckian, su youtube.com.
- Bedros Tourian, su youtube.com.